# Черемнова, Тамара Александровна
Тамара Александровна Черемнова (род. 6 декабря 1955, г. Сталинск (Новокузнецк) РФ) — современная российская писательница, член Союза писателей России. Проживает в г. Кемерово. Писательница известна как «Рассказчик Сибири». В 2018 году она вошла в список «100 женщин» по версии BBC.

## Биография
Тамара Черемнова родилась в семье рабочих. С детства страдает тяжелой формой церебрального паралича. Когда Тамаре было шесть лет, родители отказались от неё, определив в детский дом инвалидов, где ей был поставлен ошибочный диагноз: «олигофрения в стадии дебильности», несмотря на отсутствие у Тамары признаков неполноценности интеллекта. Бывший учитель Тамары Анна Сутягина обучила девочку грамоте, но из-за ДЦП у той возникли трудности с письмом. Позднее она освоила набор текстов на пишущей машинке и компьютере.
В 1973 году восемнадцатилетняя Тамара уже обладала достижениями в точных и гуманитарных дисциплинах. Однако её направляют в психоневрологический диспансер закрытого типа с тем же диагнозом: «олигофрения в стадии дебильности». Там она провела 16 лет в окружении пациентов с тяжелыми психическими и умственными расстройствами. Все эти годы она боролась за отмену несправедливого приговора. Тамара пережила депрессивный эпизод и дважды пыталась совершить попытку суицида. Узнав, что доказательством разумности является понимание «подтекста», она начала сочинять сказки с подтекстом. При поддержке московского академика Евгения Чазова, ей удалось добиться собрания консилиума, по результатам которого в 1989 году Тамару перевели в обычный дом инвалидов.

## Творчество
Свои первые пробы — сказки — Тамара начала писать в детском доме для инвалидов и продолжила в специальном диспансере. Продолжила, несмотря на физические, моральные страдания и на насмешки обслуживающего персонала: «Ну, что может написать дебил?». После освобождения из учреждения закрытого она написала известной кузбасской писательнице Зинаиде Чигаревой. И та, оценив талант Тамары, помогла ей войти в литературную жизнь. В 1990 году происходит знаменательное для её творчества событие: в Кемеровском областном издательстве выходит её первая книга «Из жизни волшебника Мишуты». По советским правилам ей  выплатили гонорар, на который Тамара купила печатную машинку.
В начала 2000-х годов к Тамаре пришла известность. В 2004 году победила на карельском литературном конкурсе, организованный писателем А. С. Гезаловым, занимающимся детьми сиротами и инвалидами, и получила приз — ноутбук. Это был первый в её жизни компьютер. Ей помогали и московский редактор-волонтер О. Э. Зайкина и главреды московских журналов «Страна и мы» М. М. Казакова и «Защити меня» Г. Б. Рыбчинская.
В 2007 году Тамара познакомилась с известной российской писательницей и правозащитницей Марией Арбатовой. Та тоже была впечатлена её судьбой и талантом, дав ей одну из рекомендаций в Союз писателей России и посоветовав написать автобиографическую повесть. Так же Мария Абрамова отправила письмо президенту В.В. Путину с рассказом о Тамаре, и в 2007 году лжедиагноз с Тамары Черемновой был снят.
В 2011 году повесть «Трава, пробившая асфальт» вышла в Московском издательстве АСТ и была быстро раскуплена. После выхода этой книги Тамару приняли в Союз писателей России. В том же году Черемнова заняла второе место в конкурсе «Русский Stil-2011» (Германия) в номинация «малая проза» и вошла в длинный список премии «Национальный бестселлер».
Черемнова стала получать письма из русского зарубежья, в том числе из Великобритании, Франции, США. В 2018 году в гости к Тамаре в Сибирь приехала съёмочная группа ВВС. В том же году ВВС включила её в список 100 самых выдающихся женщин мира. В 2020 г. Нью-Йоркская писательница и ученый-филолог Альбина фон Кликс, потрясенная упомянутой повестью, совершенно безвозмездно перевела её на английский язык. В мае 2021 года британское издательство Pegasus заключило с автором контракт на издание этой повести. Книга планируется к выпуску в первом квартале 2022 года.
Всего у Черемновой (в Москве, С-Петербурге, Екатеринбурге и в Кузбассе), не считая нового издания «Травы», издано 10 книг, из них 8 — для детей.